# موآ گامل
موآ تووا آماندا گامل (به انگلیسی: Moa Tuva Amanda Gammel) (زاده ۱۴ مهر ۱۳۵۹) بازیگر سوئدی است. گامل اولین نقش خود را در سال ۱۳۷۵ برای کارگردان سوئدی میکل هوفسترم بازی کرد. موآ گامل در سال ۱۳۹۴ نقش اصلی را در سریال درام شلیک زمین برعهده داشت.